# ベルンハルト・ローデ
ベルンハルト・ローデ（Bernhard Rode、1725年7月25日 - 1797年6月28日）はドイツ（プロイセン）の画家である。1783年から1797年の間、プロイセン王立美術アカデミーの校長を務めた。

## 略歴
ベルリンの金細工師の息子に生まれた。兄弟に版画家になったハインリヒ・ローデ(Johann Heinrich Rode:1727 - 1759))と彫刻家になったフィリップ・ローデ(Philipp Rode)がいる。父親から美術教育を受けた後、フランス出身のプロイセンの宮廷画家、アントワーヌ・ペーヌ(Antoine Pesne)の工房で4年間、主に肖像画を学んだ。
1748年から修行の旅に出て、パリでジャン・レストゥー(Jean Restout)やシャルル＝アンドレ・ヴァン・ローの工房で学んだ。ジャン＝バティスト・デエ(1729-1765)とも知り合い歴史画にも興味を持った。
イタリアも旅し、ヴェネツィアとローマを訪れ、イタリアの巨匠の作品を学び、1755年にドイツに戻った。父親が財産を残し、比較的自由に作品を描くことができた。1770年代には、中国の皇帝を想像で描いた一連の作品を描いた。
ローデの活躍した時代のベルリンは、出版業社で哲学者のクリストフ・フリードリヒ・ニコライや詩人のカール・ヴィルヘルム・ラムラーを中心とし、ゴットホルト・エフライム・レッシングやモーゼス・メンデルスゾーンも関与した啓蒙運動が盛んで、ローデもそのメンバーに数えられる。
1750年頃からプロイセン王立美術アカデミーの校長を務めていたル・シュール(Blaise Nicolas Le Sueur:1714-1783)が1783年に没した後、友人でアカデミーの事務局長を務めていた画家のダニエル・ホドヴィエツキ(1726-1801)の推薦でアカデミーの校長に任じられた。ホドヴィエツキと低調であったアカデミーの改革を試みたがフリードリヒ・ヴィルヘルム2世が国王であった時代は啓蒙主義は後退し、効果はあげられなかった。

## 作品

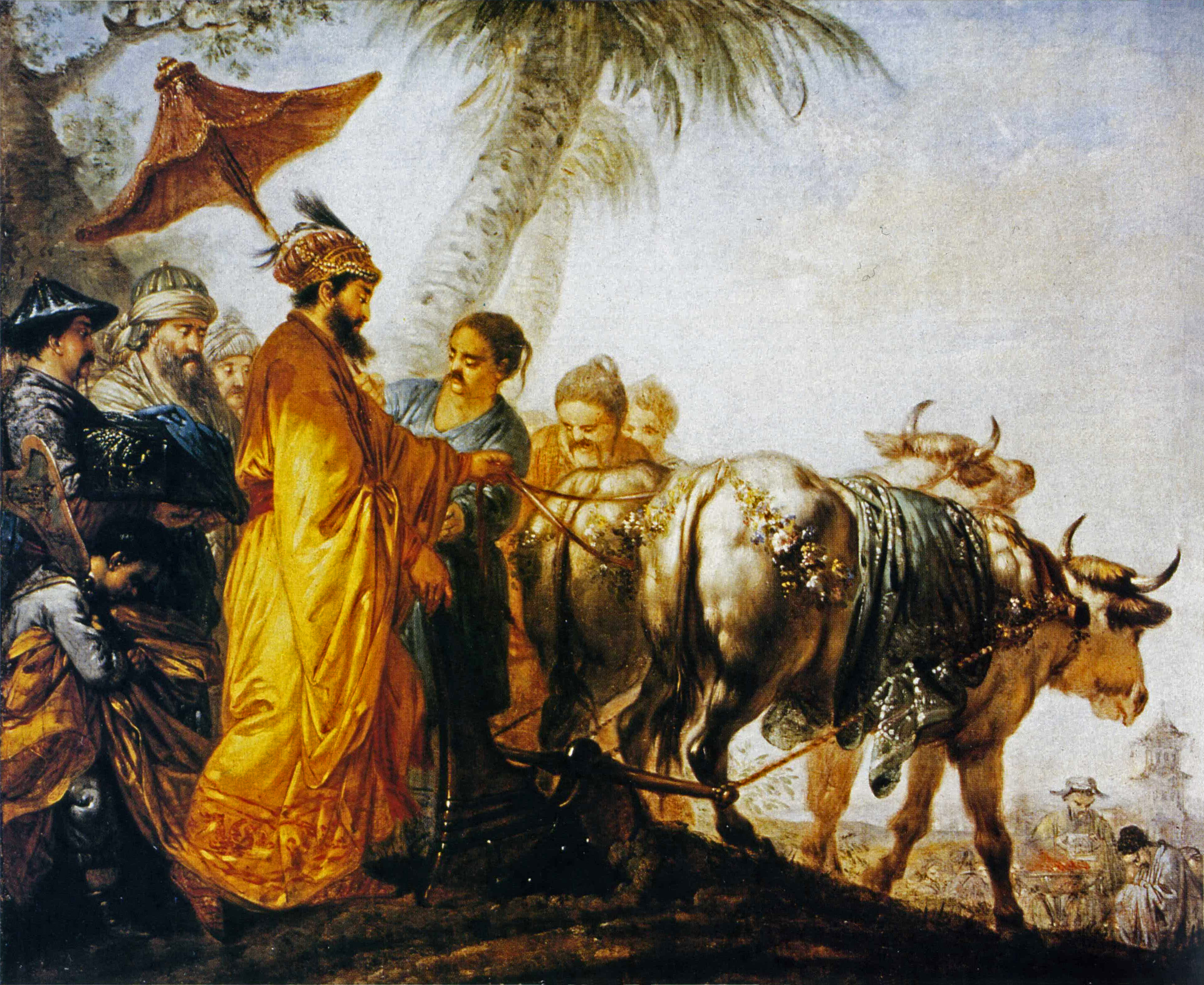
「開拓農民を賞する中国皇帝」(c.1770)
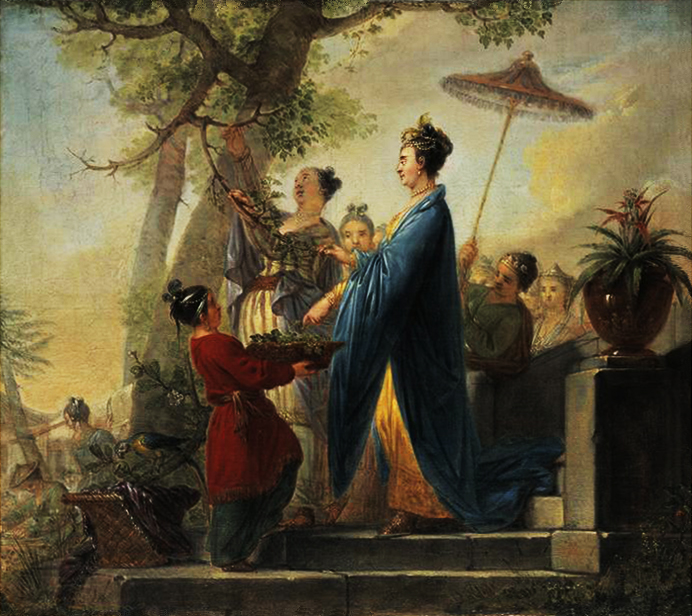
「養蚕の桑の葉を摘む中国皇帝」(c.1770)
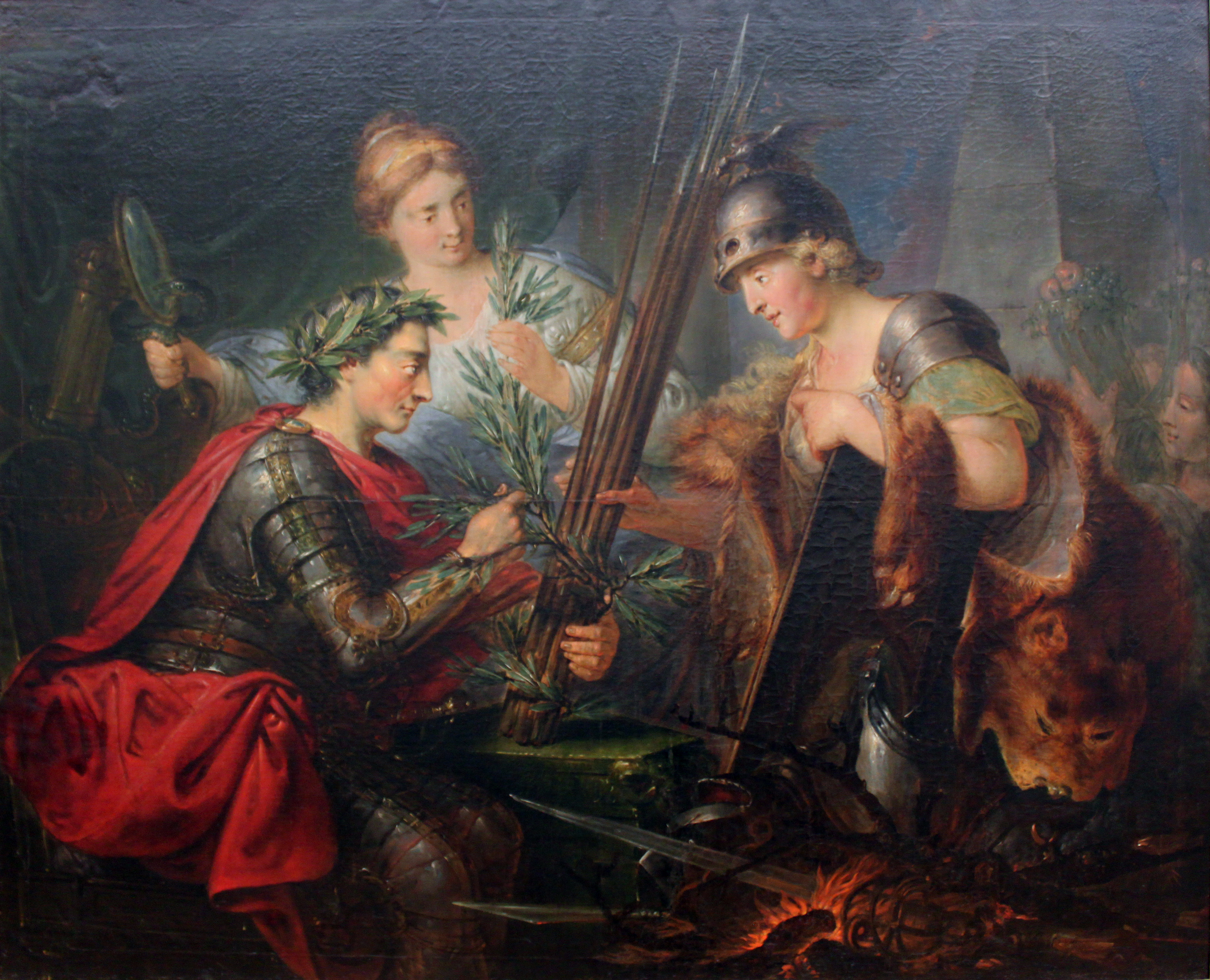
フレデリック大王
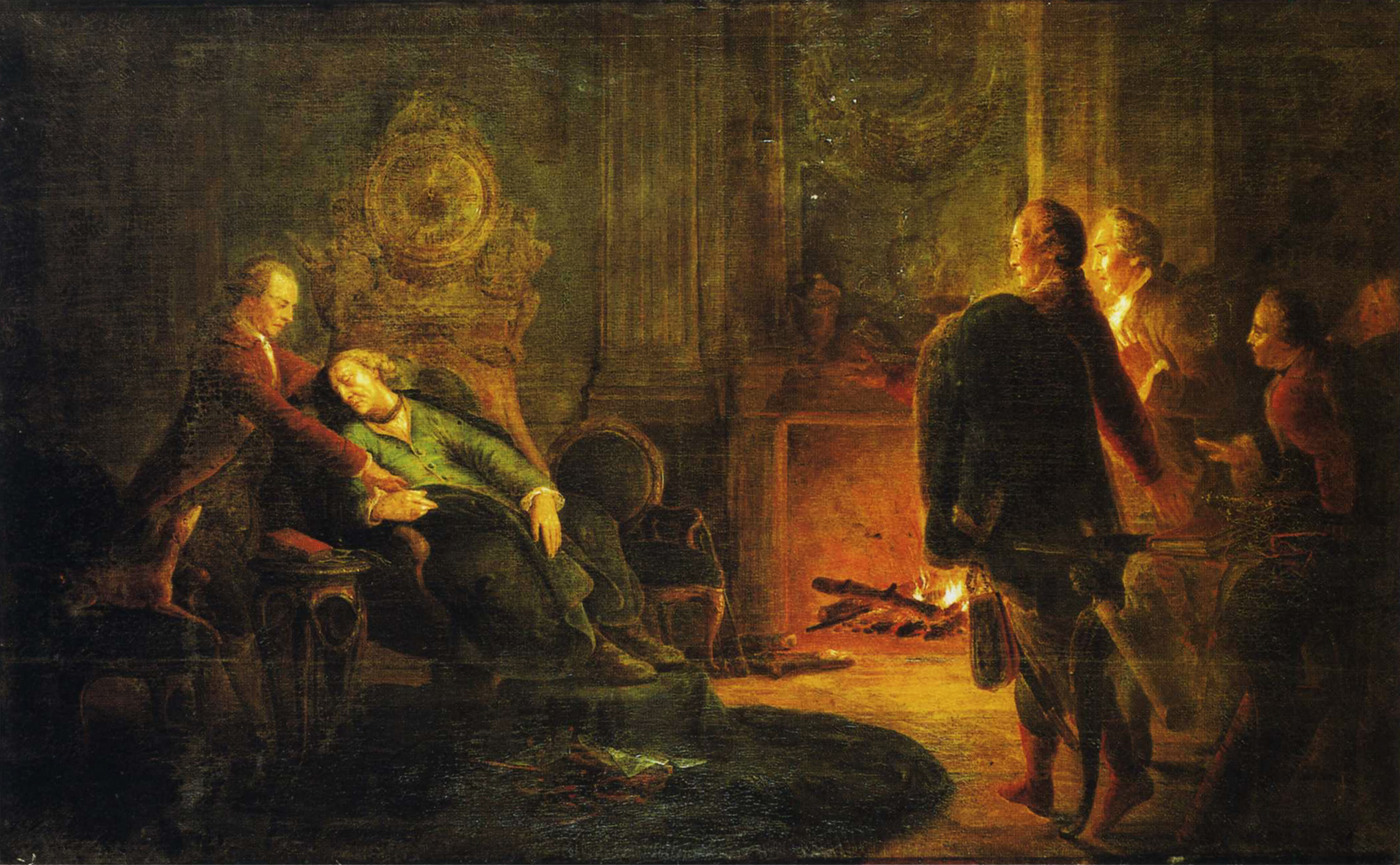
「フレデリック大王の死」

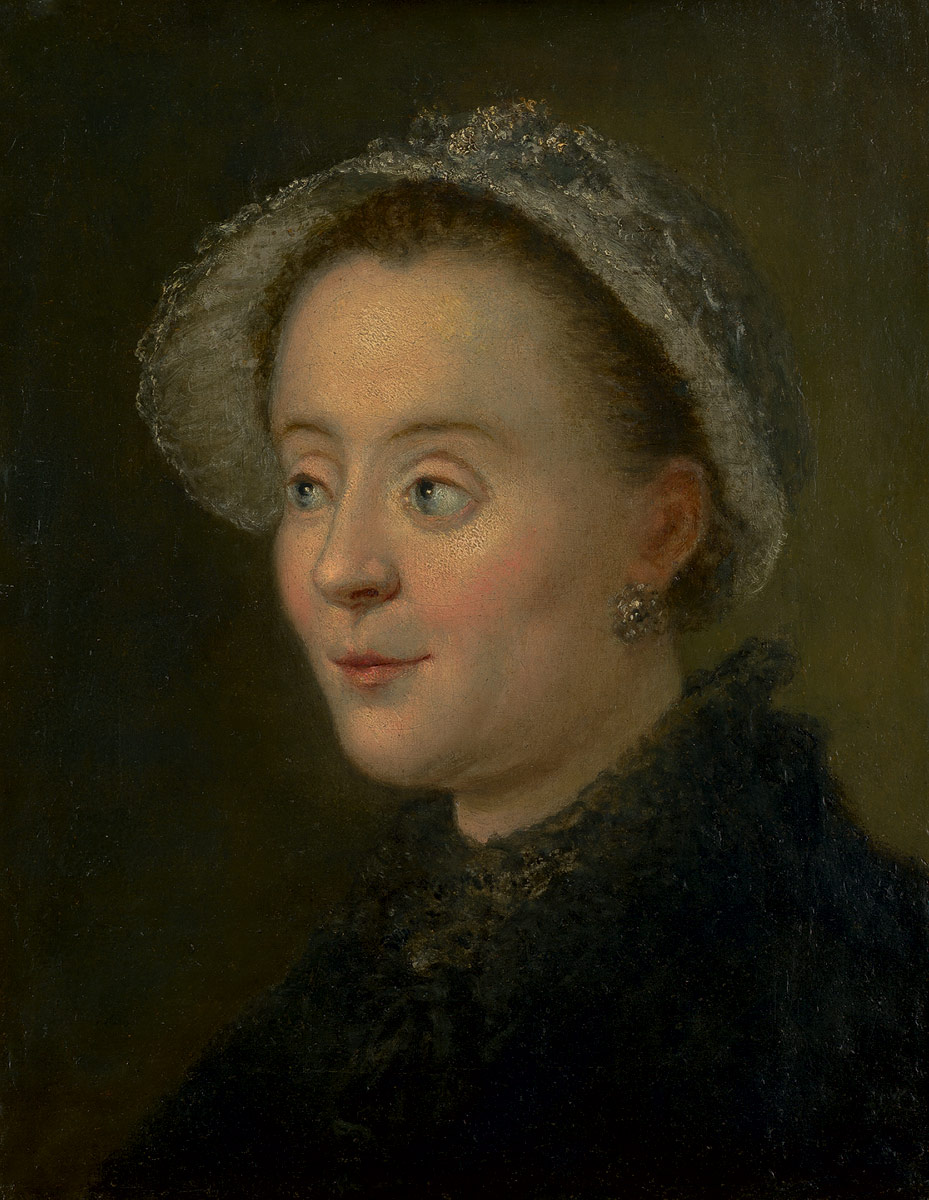
「帽子の女」
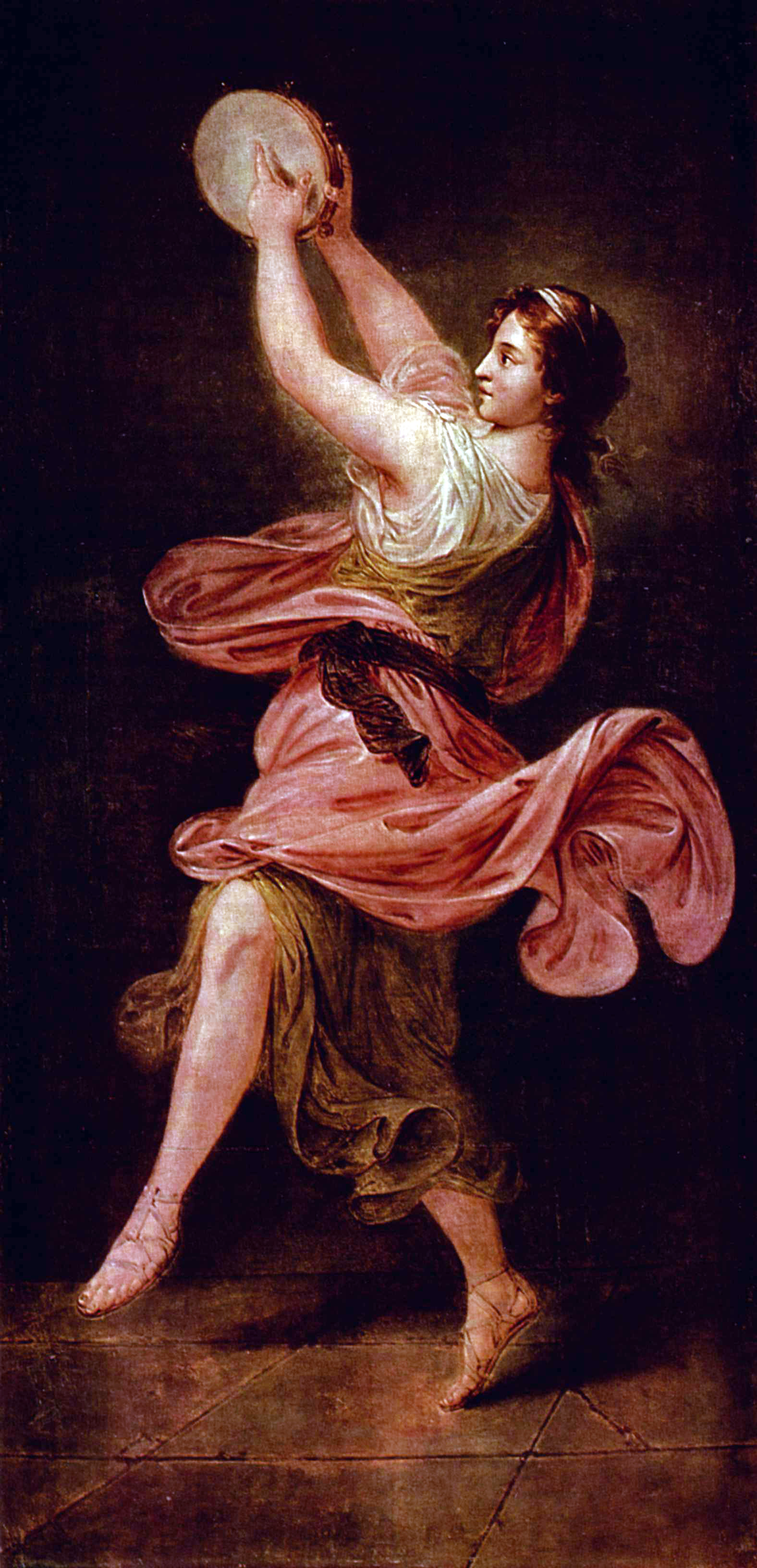
「タンバリン持つ女」(1785)
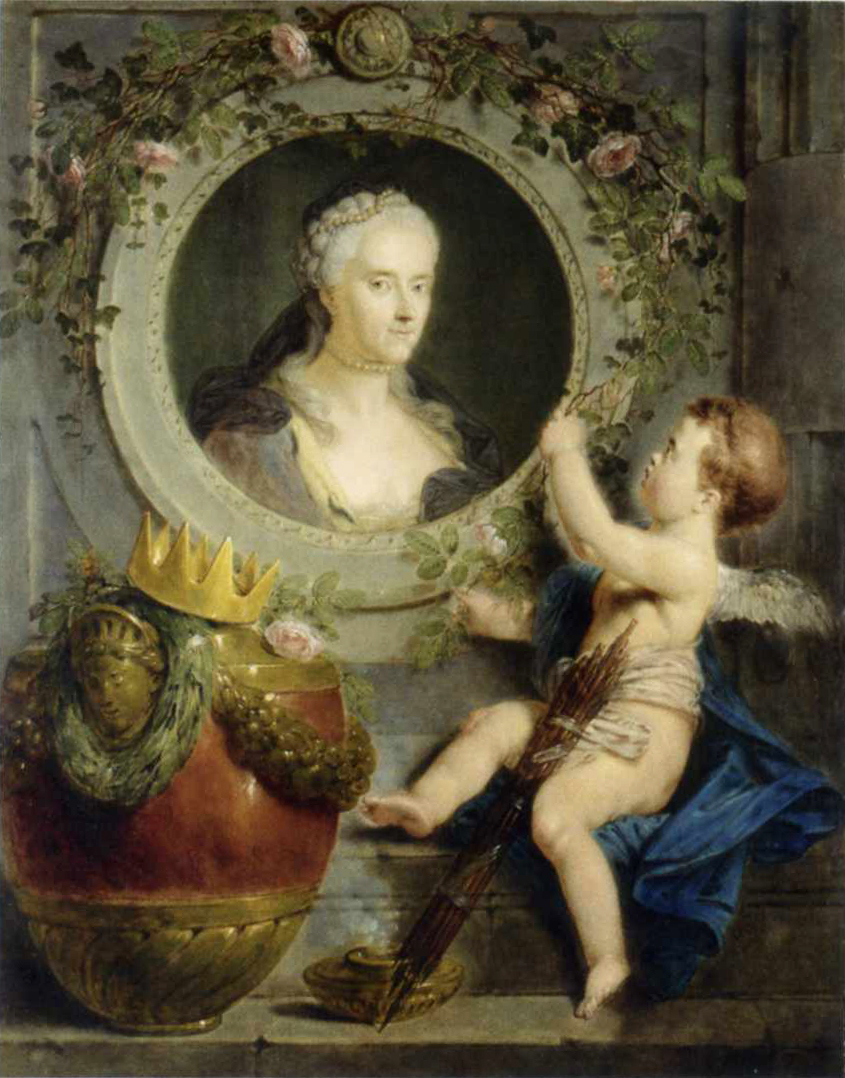
ルイーゼ・アマーリエ・フォン・ブラウンシュヴァイク＝ヴォルフェンビュッテル
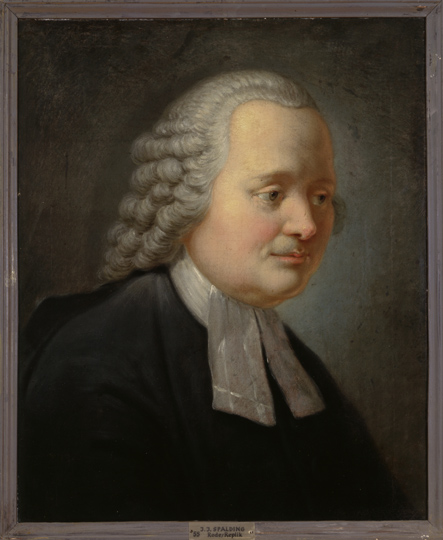
J.J.スパルディング(神学者)